# Wojciech Krosnowski
Wojciech Krosnowski herbu Junosza (zm. w 1735 roku) – dziekan kapituły katedralnej lwowskiej, kustosz kapituły katedralnej lwowskiej w 1710 roku, kanonik kapituły katedralnej lwowskiej w 1701 roku.